# 桐山襲
桐山 襲（きりやま かさね、1949年7月26日 - 1992年3月22日）は、日本の小説家である。本名は、古屋 和男（ふるや かずお）。
東京都杉並区出身。1983年に『パルチザン伝説』でデビューする。死去するまでの8年半の短い活動期間の中で様々な問題作を発表した。
新左翼の学生運動、連合赤軍、全学共闘会議等を主題にした小説で大学紛争に参加した若者達の青春や無残な敗北を描き、幻想に終わった革命の意義を一貫して問い続けた。

## 来歴

### 生い立ち
日大付属第二中、同第二高（日本大学第二中学校・高等学校）を経て1968年に早稲田大学第一文学部哲学科に入学する。在学中は新左翼の学生運動に参加。1972年に早稲田大学を卒業して東京都教育庁に就職する。三里塚闘争に参加した。

### 『パルチザン伝説』事件
1982年に左翼による昭和天皇へのテロ計画を描いた『パルチザン伝説』が第19回文藝賞の候補になる。落選したが、1983年に同作が『文藝』10月号（9月7日発売）に掲載されることになり、これがデビュー作となった。桐山は『パルチザン伝説』について、「週刊誌などが煽ることがなければ、右翼が動くような作品ではない」と認識し、編集者に悪質なジャーナリズムのフレームアップに警戒すること、作者は非公表とすることを申し入れた。その後、新聞各紙に書評が載ったが、この時点では右翼に動きはなかった（ちなみに、『赤旗』は9月28日号で「権力に泳がされた存在であるニセ「左翼」暴力集団の所業への肯定が文学の名を以て行われることの危険と弊害を厳しく指摘しておきたい」と強く批判している）。発売前の時点で『週刊新潮』が取材に動いており、桐山も同誌については警戒していたが、この時点では『週刊新潮』が動いていることは知らされていなかった。
9月26日、『週刊新潮』が編集部と桐山にコメントを求めて来たので、桐山はノーコメントで通した。9月29日、『週刊新潮』10月6日号が発売され、「おっかなビックリ落選させた『天皇暗殺』を扱った小説の『発表』」の表題で掲載された。記事は正面から桐山を非難するものではなかったが、本文で「第二の『風流夢譚』事件か」と書き、暗に右翼のテロを煽動した。さらに、「天皇暗殺」を扱った作品であると強調し、さらに「ある作家」の発言として「文藝賞に落ちてすぐのころだったと思うんですが、地下出版されかかったことがあるんです。（中略）（本来の原稿は）天皇に関する表現は、かなりヒドいものでした」というコメントを載せた（桐山によればこれは全くの嘘で、『文藝』掲載にあたり文法上の問題点に手を入れたが、天皇制に関する表現はほとんど変わっていない。もちろん、地下出版の計画など無い）。『週刊新潮』が発売されると、その日のうちに『文藝』を発行する河出書房新社に右翼団体の車が大挙して来襲し激しく抗議された（菊タブー）。さらに、桐山の伝聞によれば、公安警察が河出書房新社に来訪し、「右翼が責任者に会わせろと言ったら、会った方が良いよ」と伝えたという。右翼は以下の要求を行った。
1. 雑誌の回収
2. 作者を明らかにすること
3. 河出書房新社の謝罪
4. 『パルチザン伝説』単行本化の中止

河出書房新社は屈服し、単行本化の中止を呑んだ。ただ、桐山の身元については口を割らなかった。
桐山は河出書房新社を責めることは避け、次善の策として新潮社・右翼・公安の出版抑圧に抗議することを考えた。しかし、彼我の力関係から、桐山が抗議しても極めて小さな影響力しか持てないのではないかと考え、とにかく『パルチザン伝説』を絶対に出す、そしてそのための刊行する版元を探すことにした。桐山は目くらましのため、『亡命地にて』を『早稲田文学』に発表し、同作で沖縄県で逃亡中と虚偽の情報を流した。一方、有志が集まって「パルチザン伝説刊行委員会」を作り、出版交渉は主に委員会のメンバーが行った。
1984年3月20日には第三書館が、桐山の許可を取らずに勝手に同作を収録した『天皇アンソロジー1』を出版してしまった。桐山にとって、同アンソロジーに収録された政治的主張と同列視されることは本意ではなく、事前に第三書館からの申し入れを断っていたのだが、第三書館は事実上海賊版の刊行を強行した。桐山としては、第三書館を訴えれば新潮社や右翼に格好のネタを提供してしまうし、第三書館を訴えるならば、真っ先に新潮社と右翼を訴えなければ道理に合わなくなる。それを断念した以上、第三書館だけを訴えるのもおかしい。さらに、桐山は作品社からの出版を決めていたが、発売ギリギリまで版元は伏せておくつもりだった。そうした事情で、桐山は『日本図書新聞』4月16日号に「『パルチザン伝説』の海難」で第三書館版は海賊版であることを公表し、さらに「絶版要求書」を送付した以上のことはできなかった。また、第三書館の著作権法違反事件捜査の名目で、警察が桐山の取調に来たが、桐山は出版までは身元を伏せるため「桐山の友人」の振りをして応対した。
同年6月10日、『パルチザン伝説』は作品社より改めて出版された。『週刊新潮』はこれ以上の追撃は行わず、今度は右翼による妨害もなかった。しかし、作品社版が絶版になった現在でも、第三書館は海賊版の刊行を続けている。
後に桐山は、『「パルチザン伝説」事件』で、この事件について「新潮社によって全てが引き起こされた事件だったと思います。しかも問題は、新潮社というのが単なる赤新聞でなく、日本で一、二を争う文芸出版社であるという点ですね。そういう出版社が、文芸作品を圧殺するような煽動を自分の手でやったわけです。」（同書119ページ）「要するに、新潮社は＜最後の検閲官＞の役割を果たし」（同、29ページ）たと述べている。
事件当時、『週刊新潮』の記事を署名記事で批判したのは、『新雑誌X』1983年12月号の猪野健治と、『社会新報』同年12月23日号の菅孝行のみで、いずれも文壇と無関係の媒体だった。ほとんどの作家は、大出版社である新潮社に何も言えなかったことになる。

### 晩年
1984年6月に『スターバト・マーテル』を発表。連合赤軍のテロ事件やリンチ事件を複数の語り部を通して複数の視点から描いた。第91回芥川龍之介賞の候補になる。
1984年11月に『風のクロニクル』を発表。書簡体小説の中に戯曲を混入させる凝った手法で早大の全学共闘会議を描いた。1985年に第92回芥川賞、第7回野間文芸新人賞の候補になる。
1990年に、日本文芸家協会への入会を拒否された永山則夫を強く支持する批評を発表する。同年12月に悪性リンパ腫を発病し日本医科大学付属第一病院に入院する。抗癌剤の副作用で頭髪と眉毛が抜ける。
1991年8月に退院し、癌の闘病の果てに若くして病死した人の葬儀を描いた『未葬の時』の執筆を開始する。同年10月に再び入院し病床で執筆を続け、1992年2月に同作を完成させた。同年3月22日に肺炎を併発して入院先の日医大第一病院で42歳で死去する。

## 著書

### 単著
- 『パルチザン伝説』作品社、1984年 河出書房新社、2017年
- 『風のクロニクル』河出書房新社、1985年
- 『戯曲風のクロニクル』冬芽社、1985年
- 『スターバト・マーテル』河出書房新社、1986年　のち文庫
- 『聖なる夜聖なる穴』河出書房新社、1987年
- 『「パルチザン伝説」事件』作品社、1987年
- 『亜熱帯の涙』河出書房新社、1988年
- 『都市叙景断章』河出書房新社、1989年
- 『神殿レプリカ』河出書房新社、1991年
- 『未葬の時』作品社、1994年　のち講談社文芸文庫
- 天皇アンソロジー 1（「パルチザン伝説」ほか）第三書館 2008

### 編著
- 『国鉄を殺すな　国鉄労働者は発言する』冬芽社、1986年

### 全集
- 『桐山襲全作品』全2巻、作品社、2019年